# Daulet Turlykhanov
Daulet Turlykhanov (in kazako Дәулет Тұрлыханов?; 18 novembre 1963) è un ex lottatore kazako, fino al 1991 sovietico, specializzato nella lotta greco-romana.

## Palmarès

### Olimpiadi
- 2 medaglie:
  - 1 argento (Seul 1988 nei pesi welter[1])
  - 1 bronzo (Barcellona 1992 nei pesi medi[2])

### Mondiali
- 3 medaglie:
  - 1 oro (Martigny 1989 nei pesi welter[1])
  - 1 argento (Stoccolma 1993 nei pesi medi[3])
  - 1 bronzo (Clermont-Ferrand 1987 nei pesi welter[1])